# Otilia Larrañaga
Otilia Larrañaga Villarreal (Ciudad de México, 3 de noviembre de 1931-Ciudad de México, 6 de octubre de 2021) fue una bailarina y actriz mexicana. 

## Biografía
Estudió danza con su tío Ignacio Larrañaga y después ballet con Lettie H. Carroll. De 1947 a 1950, formó parte del grupo de su maestra, Miss Carroll; como integrante de este grupo, participó en las temporadas de la Ópera Nacional del Palacio de Bellas Artes.
Para los 15 años ya era una destacada bailarina. Participó sin éxito en el primer concurso "Señorita México" en 1952. Eso la catapultó para incursionar en el cine aún de la época de oro, en producciones como Secretaria particular y No te ofendas, Beatriz.
Uno de sus primeros éxitos fue su participación en la obra Ángeles y payasos (1952), dirigida por Luz Alba en el Teatro Esperanza Iris. El crítico teatral Armando de María y Campos escribió que «la mejor interpretación descansa en Otilia Larrañaga, como actriz y bailarina, preciosa de figura y exquisita de sentimiento. Su porvenir es espléndido, cualquiera que sea el camino que elija».
Conoció a su marido, el cantante y actor Antonio «Tony» Aguilar, en la emisora XEW-TV en 1952. Larrañaga y Aguilar actuaron juntos en las películas Mi papá tuvo la culpa (1953) y Reventa de esclavas (1954).
Obtuvo su primer papel estelar en la película La flecha envenenada (1957) al lado de Gastón Santos.
En 1957, recibió una nominación al Premio Ariel a la Mejor Actuación Juvenil por su participación en la película Caras nuevas (1956).
Antonio Aguilar y ella se divorciaron en 1959. En 1967, inició una unión libre como pareja del actor Rogelio Guerra, con quien tuvo una hija llamada Hildegard Otilia Guerra Larrañaga. Se separaron en 1974.
Falleció el 6 de octubre del 2021 a los 89 años de edad.

## Filmografía
- Secretaria particular (1952)
- No te ofendas, Beatriz (1953)
- Mi papá tuvo la culpa (1953)
- El valor de vivir (1954)
- Reventa de esclavas (1954)
- Maldita ciudad (1954)
- Las viudas del cha-cha-cha (1955)
- Caras nuevas (1956)
- La flecha envenenada (1957) de Rafael Baledón
- La locura del rock 'n roll (1957)
- Click, fotógrafo de modelos - Doctora (1970)
- Cruz de amor, pelicula - Srta Serafina (1970)
- Chico Ramos (1971)
- La furia de un vengador (1992)
- La jaula del pajaro (1997)